# Erebus aroa
Erebus aroa là một loài bướm đêm trong họ Erebidae.